# Liste der Monuments historiques in Bendorf
Die Liste der Monuments historiques in Bendorf führt die Monuments historiques in der französischen Gemeinde Bendorf auf.

## Liste der Objekte
| Bezeichnung               | Beschreibung                                        | Standort                                           | Kennzeichnung | Schutzstatus | Datum | Bild |
| ------------------------- | --------------------------------------------------- | -------------------------------------------------- | ------------- | ------------ | ----- | ---- |
| Skulptur Madonna mit Kind | Holz, farbig gefasst und vergoldet, 19. Jahrhundert | in der Kirche Exaltation-de-la-Sainte-Croix (Lage) | PM68001488    | Inscrit      | 1995  |      |